# غرايم فيل
غرايم فيل (بالإنجليزية: Graeme Fell) هو منافس ألعاب قوى بريطاني، ولد في 19 مارس 1959.

## وصلات خارجية
- غرايم فيل على موقع الاتحاد الدولي لألعاب القوى (الإنجليزية)
- غرايم فيل على موقع الاتحاد الكندي لألعاب القوى (الإنجليزية)
- غرايم فيل على موقع اللجنة الأولمبية الدولية (الإنجليزية)
- غرايم فيل على موقع أوليمبيديا (الإنجليزية)
- غرايم فيل على موقع اللجنة الأولمبية الكندية (الإنجليزية)
- غرايم فيل على موقع اتحاد ألعاب الكومنولث (مؤرشف) (الإنجليزية)
- غرايم فيل على موقع قاعة كولومبيا البريطانية للمشاهير الرياضية (الإنجليزية)